# Luca Marin
Luca Marin (* 9. April 1986 in Vittoria, Provinz Ragusa) ist ein italienischer Schwimmer.

## Werdegang
Marins Spezialdisziplin, in der er fünf Silbermedaillen bei Europa- und Weltmeisterschaften gewonnen hat, ist das 400-m-Lagenschwimmen. Bei den Kurzbahneuropameisterschaften 2006 gewann er die Goldmedaille gegen Weltrekordler László Cseh. Er nahm für Italien in dieser Disziplin dreimal an Olympischen Spielen teil und belegte dabei 2004 in Athen den zehnten, 2008 in Peking den fünften und 2012 in London den achten Rang.
Marin war zunächst mit der französischen Schwimmerin Laure Manaudou und später mit der italienischen Schwimmerin Federica Pellegrini liiert. Er lebt und trainiert in Turin.